# Valbom (Gondomar)
Jovim era una freguesia portuguesa del municipio de Gondomar, distrito de Oporto.

## Historia
Situada a orillas del río Duero, anteirormente perteneció al antiguo municipio de Aguiar de Sousa hasta su extinción a principios del siglo XIX. Fue elevada a la categoría de ciudad en 2004.
Fue suprimida el 28 de enero de 2013, en aplicación de una resolución de la Asamblea de la República portuguesa promulgada el 16 de enero de 2013 al unirse con las freguesias de São Cosme y Jovim, formando la nueva freguesia de Gondomar (São Cosme), Valbom e Jovim.

## Patrimonio
En Valbom se encuentra el Lugar do Desenho, sede la Fundación Júlio Resende, que alberga una exposición permanente de más de dos mil dibujos de este pintor, además de celebrar muestras temporales, seminarios y talleres.